# Мверу-Вантіпа
8°42′00″ пд. ш. 29°46′00″ сх. д. / 8.7° пд. ш. 29.7667° сх. д.Мверу-Вантіпа (англ. Lake Mweru Wantipa) — озеро і система боліт у Північній провінції Замбії. У минулому озеро вважалося таємничим через коливання рівня води та солоності, які були повністю зрозумілі зміною рівня опадів, відомі випадки, коли озеро повністю пересихало. Через своє важкодоступне положення Мверу-Вантіпа менш вивчено географами і геологами в порівнянні зі своїми більшими сусідами: Танганьїка і Мверу, через схожість назв Мверу-Вантіпа іноді плутають з останнім.
Лежить у ланцюзі озер Східно-Африканської рифтової долини, за 25 км на захід від озера Танганьїка і за 40 км на схід від озера Мверу.
Під час сильних повеней води річки Калунгвіші прориваються через болото Мофве-Дамбо у безстічне озеро Мверу-Вантіпа[2][3].
З місцевих діалектів «wa ntipa» можна перекласти як «з брудом». Це пояснюється тим, що вода озера на вигляд — брудна, часом виглядає червоною або злегка маслянистою.